# Žetvena vaza
Žetvena vaza je kamniti riton iz pozne bronaste dobe iz let okoli 1550 do 1500 pr. n. št., najden v Agiji Triadi, starodavni 'palači' minojske civilizacije na Kreti. Zdaj je v Arheološkem muzeju v Iraklionu in je pomemben primer minojske umetnosti iz neopalacijskega obdobja.
Vaza je bila izdelana iz treh delov, od katerih manjka najnižji in je bil v sodobnem času nadomeščen z neokrašenim mavcem. Reliefni trak, ki teče okoli najširšega dela vaze, prikazuje korakajoče moške in je bil različno interpretiran kot praznovanje žetve, verska procesija ali vojaški prizor.
Prizor je bil hvaljen zaradi njegovega »vtisa vitalnega, ritmičnega gibanja«, čeprav se je o tem, kar prikazuje, veliko razpravljalo. V Agiji Triadi so našli še dve minojski kamniti vazi s figuralnimi prizori ljudi. Poglavarjev pokal je verjetno delo istega umetnika, ki je morda delal v bližnji palači Knosos. Tretja je znana kot Boksarska vaza.

## Opis
Riton je bil narejen v neopalacijskem obdobju minojske civilizacije, okoli 1550 do 1500 pr. n. št.. Najdena je bila v "palači" Agia Triada v osrednji Kreti. Izdelana je iz steatita v obliki nojevega jajca; to je bil redek in eksotičen predmet v bronastodobnem Sredozemlju, ki so ga uporabljali za izdelavo ritonov. Imela bi drugo luknjo na dnu za obredno pitje ali žganje, ki se je ustavila s prstom, dokler ni bil potreben pretok. Verjetno je bila prvotno v celoti ali delno prevlečena z zlatimi lističi.
Ohranjeni fragmenti vratu in ramena merijo približno 10 centimetrov v višino, največji premer vaze pa 11 centimetrov. Vaza je bila izdelana iz treh delov, od katerih manjka najnižji in je bil v sodobnem času nadomeščen z neokrašenim mavcem.
Okoli najširšega dela teče relief procesije, morda plesa, 27 mož. Ta je odrezan v višini njihovih nog, vendar se je verjetno nadaljeval na manjkajočem najnižjem delu. Večina moških je mladih in oblečenih na enak način, s kratkimi kilti in »ploskimi kapami z robovi«. Izjema je moški starejšega videza z dolgimi lasmi in plaščem, okrašenim z vzorcem lusk ali pokrovač. Nosi dolgo palico, ukrivljeno na dnu, in zdi se, da vodi skupino. Obstaja tudi moški s sistrumom, ropotulji podobnim glasbilom, ki ima široko odprta usta in morda poje. To je edina znana upodobitev sistruma v minojski umetnosti.
Za njim prihajajo štirje moški v plaščih, ki imajo prav tako široko odprta usta. Zdi se, da je ena figura blizu konca povorke padla: arheolog Sinclair Hood namiguje, da morda pomaga drugi figuri, za katero je Hood razložil, da je morda padla zaradi pijanosti.

## Interpretacija
Hood je pohvalil umetniško delo vaze zaradi njenega »vtisa vitalnega, ritmičnega gibanja«, čeprav se je o tem, kar prikazuje, veliko razpravljalo. Odkritelji vaze so moške, ki so na njej upodobljeni, imeli za bojevnike,  vendar je bila ta razlaga pri kasnejših piscih manj priljubljena.
Hood je zapisal, da glavnina »sodelujočih« nosi »nenavadne palice s tremi kraki« čez ramena in ima okoli kolen »torbam podobne predmete«. O tej opremi se je veliko razpravljalo in se pogosto razume kot komplet za setev ali žetev in mlatev žitnih pridelkov. Prizor je bil interpretiran tudi kot praznovanje žetve, verjetno z verskim elementom. Dieter Rumpel razmišlja o izvedljivosti trikrakih orodij za različna kmetijska opravila, predlagana zanje, in zaključuje, da ne bi delovala. Verjame, da so bili pripomočki vbodno orožje, ki se je uporabljalo za pomorsko vojskovanje med spopadi iz bližine med čolni.
Vaza je po obliki podobna drugi vazi, najdeni v Zakrosu na vzhodni Kreti, izdelani iz poslikane gline. Dve drugi minojski kamniti vazi s figuralnimi prizori sta bili najdeni v Agiji Triadi. Poglavarjev pokal je verjetno delo istega umetnika, ki je morda delal v bližnji palači Knosos. Tretja je znana kot Boksarska vaza.

## Odkritje
Najdišče Agia Triada je od leta 1902 izkopavala Italijanska šola za arheologijo v Atenah pod vodstvom arheologov Frederica Halbherra in Roberta Paribenija. Žetvena vaza je bila odkrita med eksperimentalnimi izkopavanji leta 1902 v severnem delu zahodnega trakta palače, v sobi z alabastrom, ki pokriva stene in tla, ter s klopmi ob straneh. Soba v pritličju je prvotno vsebovala lesene tramove, ki so podpirali strop in drugo nadstropje; domneva se, da je vaza padla iz tega drugega nadstropja, ko je bila palača uničena.
Odkritje vaze sta prvič objavila britanska arheologa M. N. Tod in Robert Carr Bosanquet, direktor britanske šole v Atenah, v izdaji Archaeology in Greece v letih 1901–1902, letnem poročilu o arheoloških odkritjih, ki ga objavlja Journal of Hellenic Studies. Uradno je bilo objavljeno leta 1903 v poročilu o najdbah italijanskega arheologa Luigija Savignonija z naslovom Il Vaso di Hagia Triada ('Vaza iz Hagije Triade').
Replika vaze, ki jo je izdelal švicarski umetnik Émile Gilliéron okoli 1907–1908 in jo je arheologinja Gisela Richter podarila Metropolitanskemu muzeju umetnosti v New Yorku, rekonstruira skupno višino 18,4 cm.

## Gallery
- Starejši "vodja"
- Človek se je obrnil nazaj in padli človek
- Moški pred igralcem sistruma
- V muzeju; na sredini, z boksarsko vazo na levi